# Південна Болгарія
Півде́нна Болга́рія (болг. Южна България) — частина території Болгарії, землі на південь від головного гірського хребта Балканских гір (гори Стара планина), який умовно розділяє країну на північну і південну частини. Ця географічна область має різноманітний рельєф і природні умови. Тут зосереджено 64 % населення Болгарії. У Південній Болгарії розташовані столиця Софія і великі міста Пловдив, Бургас і Стара Загора.
Адміністративно Південна Болгарія включає такі області:
- Благоєвград (1)
- Бургас (2)
- Кирджали (6)
- Кюстендил (7)
- Пазарджик (10)
- Перник (11)
- Пловдив (13)
- Сливен (18)
- Смолян (19)
- Міська область Софія (20)
- Софійська область (21)
- Стара Загора (22)
- Хасково (5)
- Ямбол (28)

Площа Південної Болгарії складає 62 414 км², а чисельність населення станом на 2011 рік – 4 690 223 (75,15 осіб/км²). 